# 18.º Ejército (Alemania)
El 18.º Ejército (en alemán 18. Armee) fue una unidad del ejército alemán durante la Primera y la Segunda Guerra Mundial.

## Primera Guerra Mundial
El 18.º Ejército se formó en 1918 y estaba bajo el mando del general Oskar von Hutier. Participó en la Operación Michael (21 de marzo - 5 de abril de 1918) en el sector de San Quintín, consiguiendo importantes avances y ocupando Noyon y Montdidier. Realizó también la Operación Gneisenau (9 de junio-12 de junio de 1918), al sur de Noyon, en donde tras un primer éxito con la destrucción de tres divisiones francesas el 18.º Ejército se vio frenado.

## Segunda Guerra Mundial
Formado en noviembre de 1939 en la Región Militar (Wehrkreis) VI, participó, como parte del Grupo de Ejércitos B, en la Batalla de Francia en mayo de 1940 en la invasión de Holanda y Bélgica, y posteriormente en la ocupación de Francia. El 4 de junio de 1940 ocupó la ciudad de Dunkerque durante la operación Dinamo.
Se trasladó luego a Prusia Oriental, para participar en la Operación Barbarroja como parte del Grupo de Ejércitos Norte. Cuando se inició la invasión en junio de 1941, avanzó por los Estados Bálticos, encargándose desde finales de 1941 del asedio de Leningrado.
En octubre de 1944 una ofensiva soviética dejó aislado al 18.º Ejército junto al resto del Grupo de Ejércitos Norte en los Estados Bálticos, formándose la llamada bolsa de Curlandia.
El 25 de enero de 1945 Hitler cambió el nombre de las grandes agrupaciones del Ejército del frente del este, pasando a denominarse el Grupo de Ejércitos Norte como Grupo de Ejércitos Curlandia, quedando el 18.º Ejército encuadrado dentro del mismo.
A pesar de varias ofensivas soviéticas sobre dicha bolsa, el Grupo de Ejércitos de Curlandia resistió hasta el final de la guerra, y el 18.º Ejército, junto a las demás unidades, se rindió a principios de mayo de 1945.

## Comandantes
| N.º | Retrato | Comandante                                                | Desde                   | Hasta                   |
| --- | ------- | --------------------------------------------------------- | ----------------------- | ----------------------- |
| 1   |         | Generalfeldmarschall Georg von Küchler (1881-1968)        | 5 de noviembre de 1939  | 16 de enero de 1942     |
| 2   |         | Generaloberst Georg Lindemann (1884-1963)                 | 16 de enero de 1942     | 29 de marzo de 1944     |
| 3   |         | General der Artillerie Herbert Loch (1886-1976)           | 29 de marzo de 1944     | 2 de septiembre de 1944 |
| 4   |         | General der Infanterie Ehrenfried-Oskar Boege (1889-1965) | 5 de septiembre de 1944 | 8 de mayo de 1945       |

### Jefes de Estado Mayor
- 5 de noviembre de 1939 - 10 de diciembre de 1940, mayor general Erich Marcks
- 10 de diciembre de 1940 - 19 de enero de 1941, mayor general Wilhelm Hasse
- 19 de enero de 1941 - 17 de noviembre de 1942, mayor general Dr. Ing. h.c. Kurt Waeger
- 24 de noviembre de 1942 - 1 de diciembre de 1943, mayor general Hans Speth
- 1 de diciembre de 1943 - 25 de enero de 1945, mayor general Friedrich Foertsch
- 25 de enero de 1945 - 5 de marzo de 1945, coronel i.G. Wilhelm Hetzel
- 25 de marzo de 1945 - 8 de mayo de 1945, mayor general Ernst Merk

## Orden de Batalla

### 21 de marzo de 1918
- III Cuerpo de Ejército
- IX Cuerpo de Ejército
- XVII Cuerpo de Ejército
- IV Cuerpo de Reserva
- Grupo Gayl

### 10 de mayo de 1940
- XXVI Cuerpo de Ejército
  - 256.ª División de Infantería
  - 254.ª División de Infantería
  - 2.ª División SS Das Reich
- X Cuerpo de Ejército
  - 1.ª División SS Leibstandarte SS Adolf Hitler
  - 227.ª División de Infantería
  - 207.ª División de Infantería
  - 1.ª División de Caballería

- Unidades dependientes directamente del Estado Mayor del Ejército
  - División SS-Verfügungstruppe
  - 9.ª División Panzer
  - 208.ª División de Infantería
  - 225.ª División de Infantería

### 1 de julio de 1941
- XXXVIII Cuerpo de Ejército
  - 58.ª División de Infantería
  - 291.ª División de Infantería

- XXVI Cuerpo de Ejército
  - 1.ª División de Infantería
  - 61.ª División de Infantería
  - 217.ª División de Infantería

- I Cuerpo de Ejército
  - 11.ª División de Infantería
  - 21.ª División de Infantería

### Septiembre de 1941
- L Cuerpo de Ejército
- LIV Cuerpo de Ejército
- XXVI Cuerpo de Ejército
- XXVIII Cuerpo de Ejército
- I Cuerpo de Ejército

### Verano de 1942
- I Cuerpo de Ejército
- XXVIII Cuerpo de Ejército
- XXXVIII Cuerpo de Ejército

### 15 de julio de 1944
- XXVIII Cuerpo de Ejército
- XXXVIII Cuerpo de Ejército
- L Cuerpo de Ejército

### 12 de abril de 1945
- L Cuerpo de Ejército
- II Cuerpo de Ejército
- I Cuerpo de Ejército
- X Cuerpo de Ejército